# Santa Úrsula
Santa Úrsula è un comune spagnolo di 10 803 abitanti situato nella comunità autonoma delle Canarie.